# Lugano Bazzani
Lugano Bazzani (Porto San Giorgio, 29 maggio 1916 – Porto San Giorgio, 9 ottobre 2003) è stato un poeta italiano.

## Biografia
Ha vissuto per la maggior parte della sua vita nella sua città natale. Ha ricevuto nel 1982 la "Targa Europa" per la poesia dalla città di Roma. Nel 1991, la Provincia di Ascoli Piceno lo ha insignito della "Targa speciale poesia". Fu corrispondente del giornale l'Unità, prima della sua uscita dal PCI per approdare alla Sinistra Extraparlamentare.
È morto il 9 ottobre del 2003 nella città di Porto San Giorgio, con all'attivo numerose raccolte poetiche.
Nel maggio del 2008, l'Amministrazione Comunale, ha intitolato a suo nome il cortile della sede comunale.
Lugano Bazzani è presente nelle seguenti antologie: Marche: Poeti oggi, a cura di R. Ventola (Roma, R.A.I., Radiotelevisione Italiana, 1980); Tra spazio e tempo, a cura di C. Manfrini (1992).
Lugano Bazzani segue la linea artistica e letteraria che, nella città di Porto san Giorgio nella quale avevano in precedenza gravitato poeti come Carmelo Errico, Adolfo de Bosis e un giovanissimo Gabriele D'Annunzio, ha visto protagonisti il poeta Acruto Vitali, i pittori Sigismondo Nardi e Osvaldo Licini, il critico Luigi Dania.

## L'opera poetica
Al pari della sua personalità, la poesia di Lugano Bazzani, nei decenni del suo svolgersi, possiede una cifra unitaria nella genuinità del verso e nella immediatezza comunicativa, per un risultato lirico essenziale quanto pregnante. I temi dei rapporti umani, delle passioni fondamentali, della solidarietà e della bellezza del mondo ricorrono con insistenza nei suoi versi. Bazzani rifugge costantemente da ogni ermetismo, alla ricerca di un rapporto autentico e privo di infingimenti tra significante e significato. Le sue produzioni, possono essere accostate ai Canti dell'Innocenza di William Blake per la medesima volontà di restituire, nella semplicità espressiva, la profondità di moti dell'animo complessi e costitutivi dell'umano nella sua nuda presenza nell'universo.
Come ha affermato la critica Maria Grazia Lenisa, per Bazzani "il poeta, ricco di poesia, è portato in apparenza a contraddire i salutari limiti, anelando ad essere 'il cuore/ di tutti gli universi'. Ma proprio la parola cuore, nel suo pulsare, lo riaccosta ai limiti dello straordinario vivente".

## Opere
- Rosse parole d'amore, prefazione di R. Majoli (1997);
- Dell'infinito avvenire (1980);
- Affreschi d'animo, introduzione di F. Ulivi (1987);
- L'ultima rosa, presentazione di G. B. Squarotti , introduzione di P. Ruffilli (1993);
- Salutari Limiti, prefazione di M.G. Lenisa (1999).